# ایرا (شمیرانات)

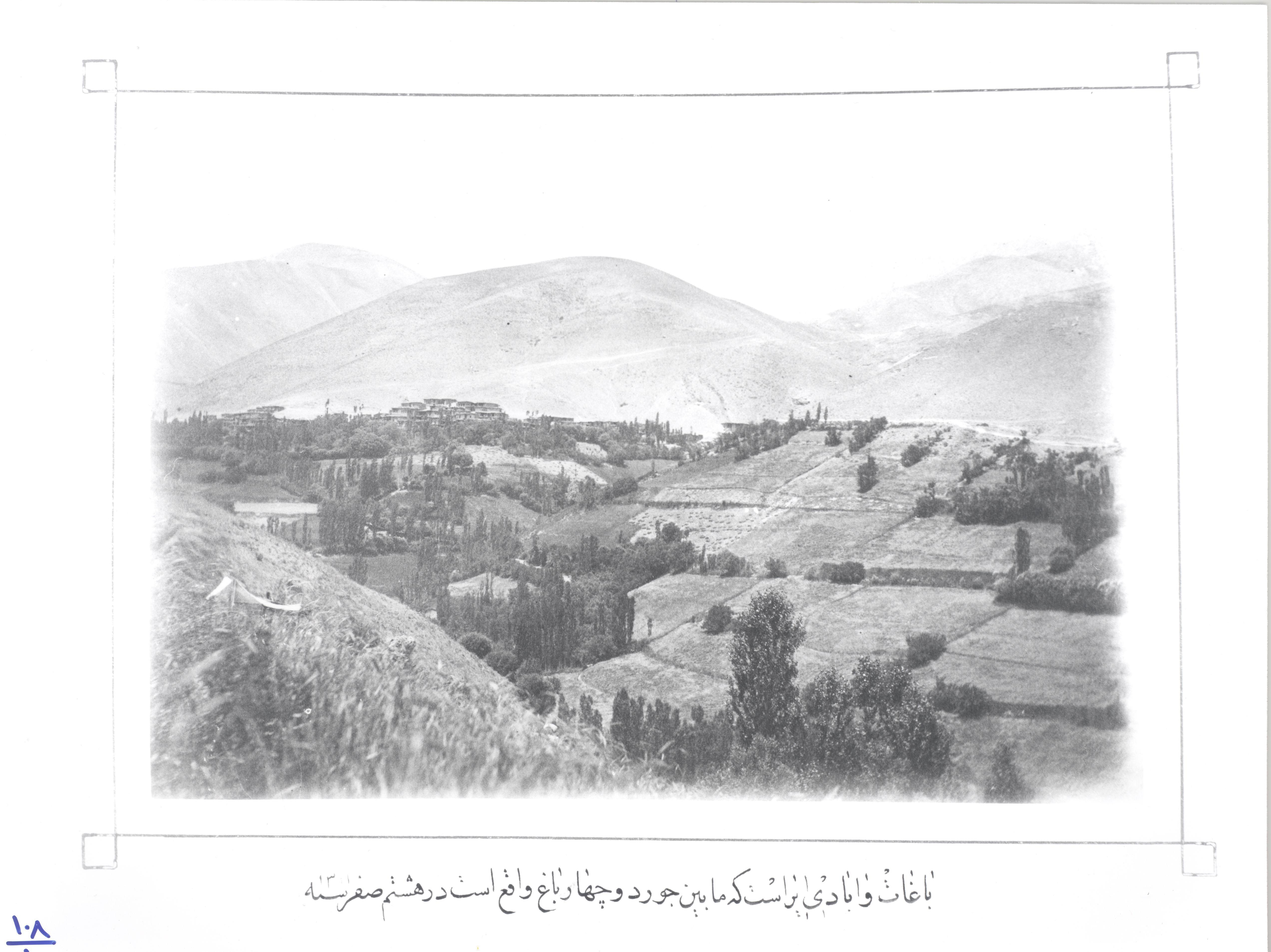
«باغات و آبادی ایراست که مابین جورد و چهارباغ واقع است در هشتم صفر سنه ۱۳۱۱» (حدوداً ۲۹ مرداد ۱۲۷۲)

ایراء یکی از روستاهای دهستان لواسان بزرگ بخش لواسانات در شهرستان شمیرانات استان تهران ایران است.
مزارع و باغات این روستا از چشمه ساران و رودخانه تأمین می‌گردد. محصولش گندم، جو، سیب زمینی، لوبیا و سیب بوده و چند هکتار باغ و قلمستان با میوه‌هایی مانند گیلاس، آلبالو، سیب، گردو و آلو دارد. این روستا در فاصله بیست کیلومتری از مشرق شهر لواسان مرکز بخش لواسانات قرار دارد.
مردم روستای ایراء همچون مردم روستا وسکاره به گویش قصرانی که زیر مجموعه گویش‌های مازندرانی گونه است صحبت می کنند. دیگر روستاهای لواسان بزرگ به ترکیبی از زبان‌های کاسپین و زبان فارسی صحبت می‌کنند که سهم زبان مازندرانی در آن بیشتر است.
روستای ایراء دارای چندین منطقه ییلاقی در اطراف خود با نام های لارکرود ،شهرک دانای بزرگ ، نوسوم ، سریک سر ، رزدره ، نو دربار ،مزرعه شاه نشین می باشد که دارای جاذبه های توریستی مانند رودخانه و چشمه ساران مختلف می باشد .
همچنین روستایی ییلاقی دیگری به همین نام (اِیراء) در ییلاقات شهرستان آمل وجود دارد.

## جمعیت
جمعیت این روستا بر اساس سرشماری سال ۱۳۹۵ حدود ۳۸۵نفر در ۸۰ خانوار بوده‌است که قطعاً درحال افزایش است.